# Schiffsgrab von Balladoole
Das Schiffsgrab von Balladoole liegt auf dem Chapell Hill im Südosten der Isle of Man in der Nähe von Castletown. Ausgegraben wurde Balladoole zuerst im Jahre 1945 von dem deutschen Archäologen Gerhard Bersu und erneut im Jahre 1974 von J. R. Bruce.

## Beschreibung
Das Grab enthielt ein Wikingerschiff und die Reste eines erwachsenen Mannes mit seinen Habseligkeiten (Sporen und Steigbügel, aber keine Waffen). Im Grabhügel fanden sich Reste weiterer Individuen. Zum einen ein in sechs Stücke zerfallener weiblicher Schädel, dazu gehörig vier Gebeine, einer der beiden Knochen des Unterarmes sowie ein Mittelfußknochen eines Kleinkindes. Weitere Fragmente eines Wadenbeinknochens gehören an der Größe bemessen mit großer Wahrscheinlichkeit zu den Unterarm- und Mittelfußknochen. Zu guter Letzt fand sich ein weiterer Schädel.

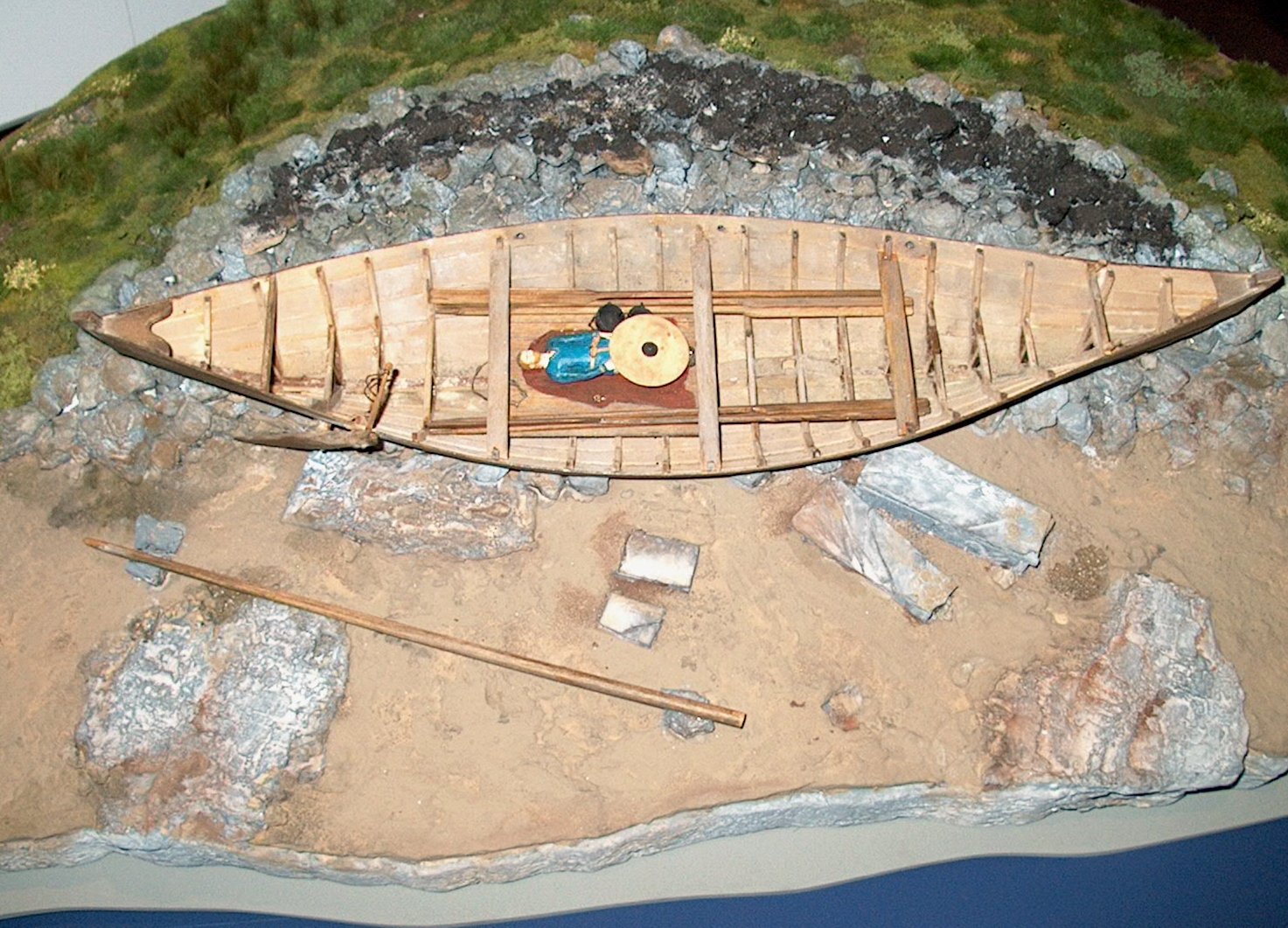
Modell des Schiffsgrabes im Manx Museum

Gerhard Bersu geht davon aus, dass die Schädel und Knochen zufällig bei der Errichtung des Grabhügels mit der Bootsbestattung vermischt wurden. Er behält sich jedoch vor, auszuschließen, dass es Opfer waren.
Das Schiff (wegen der geringen Länge ein Boot) war etwa 11 ,0 m lang und 3,5 Meter breit und ähnelte der im Jahre 1040 erbauten Skuldelev III, die 4,5 Tonnen Ladung befördern konnte und von fünf Männern gesegelt wurde.
Auch im Knock y Doonee im Dorf Andreas an der Nordküste, in Ballateare auf der Insel und auf der Île de Groix wurden Schiffsgräber der Wikinger ausgegraben. Neben Spielsteinen aus Walrossknochen enthielt es auf der Île de Groix die unvollständigen Reste einer erwachsenen Frau.
Der Chapel Hill ist Standort einer alten Keeill (Kapelle), die etwa von 900 bis 1000 n. Chr. bestand und im Jahr 1918 ausgegraben wurde. Ein bronzezeitliches Grab von etwa 1000 v. Chr. liegt auch auf dem Hügel.